# … im nächsten Frieden
… im nächsten Frieden ist das achte Album der deutschen Rockgruppe Karat aus dem Jahr 1990. Es ist das erste Album der Gruppe, auf dem ihr langjähriges kreatives Gespann Ulrich „Ed“ Swillms (Komponist und Keyboarder) und Norbert Kaiser (Texter) nicht in Erscheinung trat.

## Inhalt
Zunächst ist Karat auf dieser Platte ein Stilbruch anzumerken. Die Musik bewegt sich zwischen Pop und Schlager, enthält wenige Elemente des sonst für Karat eher typischen Prog-Rock. Die merkliche Orientierungslosigkeit der Band bezüglich der Frage, welcher musikalischer Weg einzuschlagen sei, ist neben dem Verlust ihres Erfolgskomponisten Ulrich „Ed“ Swillms, der sich aus gesundheitlichen Gründen Ende der achtziger Jahre zunehmend aus der Gruppe zurückzog, auch mit dem wendebedingten Rückgang des Publikumszuspruchs zu erklären. Die Menge in Ostdeutschland interessierte sich nun eher für die nun greifbaren westlichen Künstler, in Westdeutschland war für Karat hingegen der „Ostbonus“, also die besondere Anerkennung und Neugier gegenüber Künstlern aus der DDR verloren gegangen. Mit dem Duett Über sieben Brücken musst du gehn von Herbert Dreilich und Peter Maffay enthält die LP dennoch einen Hit. Der Song, der als Voraus-Auskopplung bereits erschienen war, wurde in der Folge des 9. November 1989, dem Tag der Grenzöffnung, von zahlreichen Radiostationen gespielt und avancierte zur „Hymne des Jahres“. Erwähnenswert ist auch der Titelsong … im nächsten Frieden, ein Klavierstück, dessen Text (geschrieben von Heinz Kahlau) mahnend auf die Gefahr eines großen Krieges und die Auslöschung der Menschheit hinweist.
Mit dem Titel Immer so konnte sich Karat 1990 noch einmal einen vorderen Platz in den Wertungssendungen der DDR sichern. Im Erscheinungsjahr wurden auf dem Gebiet der DDR immerhin noch etwa 45.000 Exemplare des Albums verkauft.
Neben Peter Maffay wirkten auf dem Album Dieter Faber, Adrian Askew, Burkhard Brozat, Hans-Jürgen Knipphals, Angelika Weiz, Franziska Menke und das Studio-Orchester des Rundfunks der DDR als Gäste mit.
Als Single wurden die Titel Immer so und Hör nicht auf sowie Atemlos und Magie der Nacht als auch Über sieben Brücken mußt Du geh’n und … im nächsten Frieden ausgekoppelt. Alle drei Singles erschienen nur auf dem Label „Extra Records and Tapes“.

## Besetzung
- Herbert Dreilich (Gesang)
- Thomas Kurzhals (Keyboards)
- Bernd Römer (Gitarre)
- Michael Schwandt (Schlagzeug, Perkussion)
- Christian Liebig (Bassgitarre)

## Titelliste
1. Immer so (Kurzhals/Dreilich) (4:06)
2. Traumverkäufer (Dreilich/Brozat, Dreilich) (3:06)
3. Tief in mir (Dreilich/Brozat, Dreilich) (3:32)
4. Hör nicht auf (Brozat, Faber/Brozat) (2:56)
5. Magie der Nacht (Faber/Brozat) (3:04)
6. Tag aller Tage (Kurzhals/Brozat, Dreilich) (3:02)
7. Atemlos (Brozat/Brozat, Dreilich) (3:56)
8. Über sieben Brücken (Swillms/Richter) (4:18) (Duett mit Peter Maffay)
9. … im nächsten Frieden (Dreilich/Kahlau) (2:43)